# NGC 31
NGC 31 är en spiralgalax i stjärnbilden Fenix. Den upptäcktes av John Herschel den 28 oktober 1834. Dess morfologiska typ är SB(rs)cd, vilket betyder att den är en stavspiralgalax av sen typ.

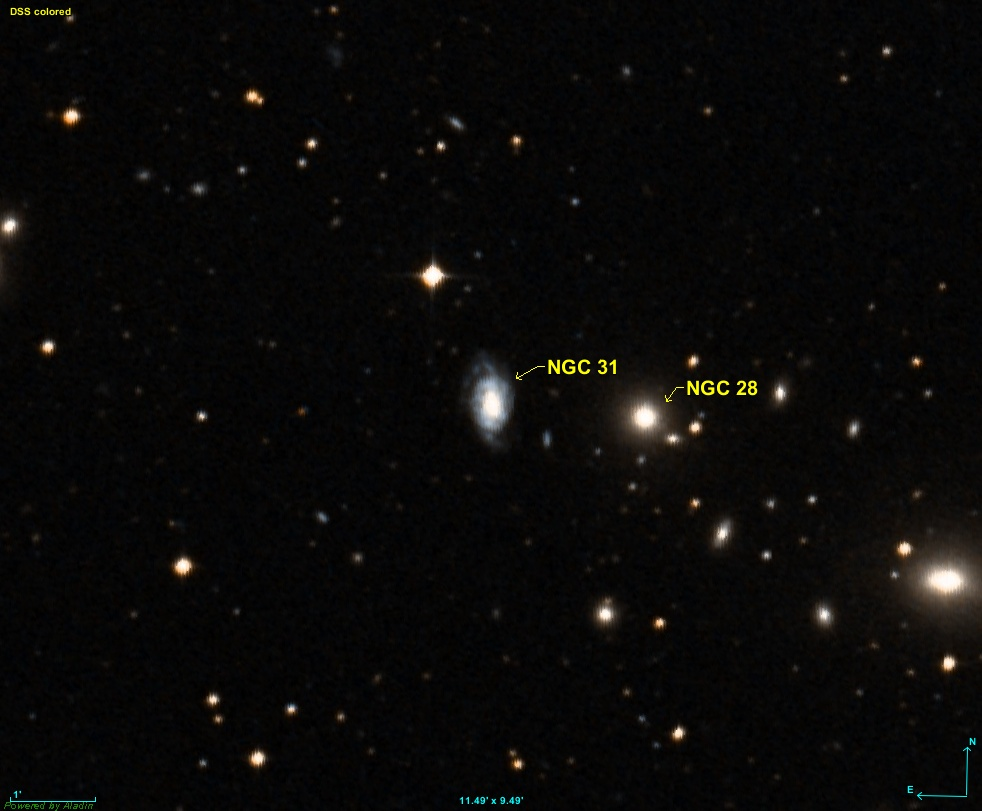
NGC 31 och omgivande galaxer